# Indijska podcelina
Índijska pòdcelina je območje v Južni Aziji, kjer žive narodi Indije, Bangladeša, Pakistana, Šrilanke in kjer so tudi deli Nepala, Butana, Mjanmara in nekatera sporna ozemlja, ki jih trenutno nadzoruje Ljudska republika Kitajska.
Pojem podceline temelji na dejstvu, da je to območje na lastni tektonski plošči, ki je ločena od ostale Azije. Južno območje podceline tvori velikanski Indijski polotok, na severu pa hladnejša območja Kitajske in Mongolije ločuje Himalajsko pogorje, ki je hkrati kulturna in geografska ločnica med podcelino in ostalim predelom Azije.